# NGC 7159
NGC 7159 (другие обозначения — PGC 67674, ZWG 428.3) — эллиптическая галактика (E) в созвездии Пегас.
Этот объект входит в число перечисленных в оригинальной редакции «Нового общего каталога».